# Хлорид бензалконію/лідокаїн
Хлорид бензалконію/лідокаїн (торгова назва Бактин серед інших) - це знезаражувальний засіб першої допомоги, який розповсюджується фармацевтичною корпорацією Wellspring. Він був розроблений у 1947 році та вперше використаний у 1950 році. Це місцева рідина для надання першої допомоги з активними інгредієнтами хлориду бензалконію (антисептик) та лідокаїну (місцевий анестетик). Як антисептик, Бактин може допомогти запобігти інфекціям, тоді як місцевий анестетик в Бактині служить для знеболювання поверхні частини тіла і тимчасово полегшує біль та свербіж на шкірі. 
Перша згадка про виріб була в статті у випуску недільного додатку до газети Parade від 14 травня 1950, де в статті зазначалося: "У найближчі два тижні ви зможете купити те, що обіцяє стати одним з найбільш корисних антисептиків, що коли-небудь перебували у вашій аптечці ".
Первинно є виробом лабораторій Miles, Bayer продовжував виробляти бактин після того, як він поглинув Miles у 1995 році. Бактин був придбаний компанією Bayer компанії Wellspring у 2015 році.